# Йеливаре
Йеливаре (на шведски: Gällivare, на фински Jällivaara, Яливаара) е град в северна Швеция, лен Норботен. Главен административен център на едноименната община Йеливаре. Разположен е до езерото Сиктрескет. Намира се на около 860 km на североизток от централната част на столицата Стокхолм и на около 180 km на северозапад от главния град на лена Люлео. ЖП възел. Населението на града е 8449 жители според данни от преброяването през 2010 г.

## Спорт
През 2008 г. Йеливаре е домакин на второто световно първенство по футбол на ВИВА.

## Побратимени градове
- Барга, Италия